# Oświata w Ełku
Miasto Ełk jako trzecie pod względem wielkości populacji miasto województwa warmińsko-mazurskiego jest trzecim co do wielkości ośrodkiem edukacyjnym regionu, największym na Mazurach. W mieście mieści się 7 publicznych szkół podstawowych, oraz 8 szkół i zespołów szkół średnich. Spośród szkół wyższych Ełk jako stolica diecezji ełckiej posiada seminarium. Ponadto w mieście mieszczą się trzy filie/oddziały zamiejscowe polskich uczelni publicznych (jednej) i niepublicznych (dwóch) oraz ełcka szkoła wyższa.

## Przedszkola
- Miejskie Przedszkole i Żłobek Ekoludki (Osiedle Bogdanowicza)
- Miejskie Przedszkole Niezapominajka (Centrum)
- Miejskie Przedszkole nr 8 Słoneczna ósemka (Konieczki)
- Przedszkole Samorządowe nr 2 im. Jana Brzechwy (Centrum)
- Przedszkole Samorządowe nr 5 (Jeziorna)
- Przedszkole Samorządowe ŚwiatEŁKo (Północ I)
- Przedszkole Samorządowe nr 7 Mali Odkrywcy (Północ II)

## Przedszkola niepubliczne
- Niepubliczny Punkt Przedszkolny "Ciuchcia" ul. Nadjeziorna 1B
- Przedszkole Niepubliczne "Jedyneczka" ul. 11 Listopada 24
- Przedszkole Niepubliczne "Słoneczko" ul. Suwalska 44
- Niepubliczne Przedszkole Językowe "ABC Akademia Przedszkolaka", ul. Targowa 18/20

## Szkoły podstawowe

### Publiczne
- Szkoła Podstawowa nr 1 w Ełku przy ul. Koszykowej 1
- Szkoła Podstawowa nr 2 w Ełku im. I Dywizji Tadeusza Kościuszki przy ul. Jana i Hieronima Małeckich 1 (Centrum)
- Szkoła Podstawowa nr 3 im. Henryka Sienkiewicza w Ełku ul. Grodzieńskiej 1 (Północ II)
- Szkoła Podstawowa nr 4 im. prof. Władysława Szafera w Ełku przy ul. Szafera 2 (Północ I)
- Szkoła Podstawowa nr 5 im. Marii Konopnickiej w Ełku przy ul. św. M.M. Kolbego 11 (Jeziorna)
- Szkoła Podstawowa nr 6 w Zespole Szkół Samorządowych w Ełku przy ul. Suwalskiej 15 (Zatorze)
- Szkoła Podstawowa nr 7 z Oddziałami Integracyjnymi w Ełku przy ul. Kilińskiego 48 (Osiedle Bogdanowicza)
- Szkoła Podstawowa nr 9 im. Jana Pawła II w Ełku przy ul. mjr. Piwnika "Ponurego" 1 (Konieczki)

### Specjalne
- Specjalna Szkoła Podstawowa nr 1 w Zespole Szkół Specjalnych nr 4 przy ul. Grajewskiej 16a[1]

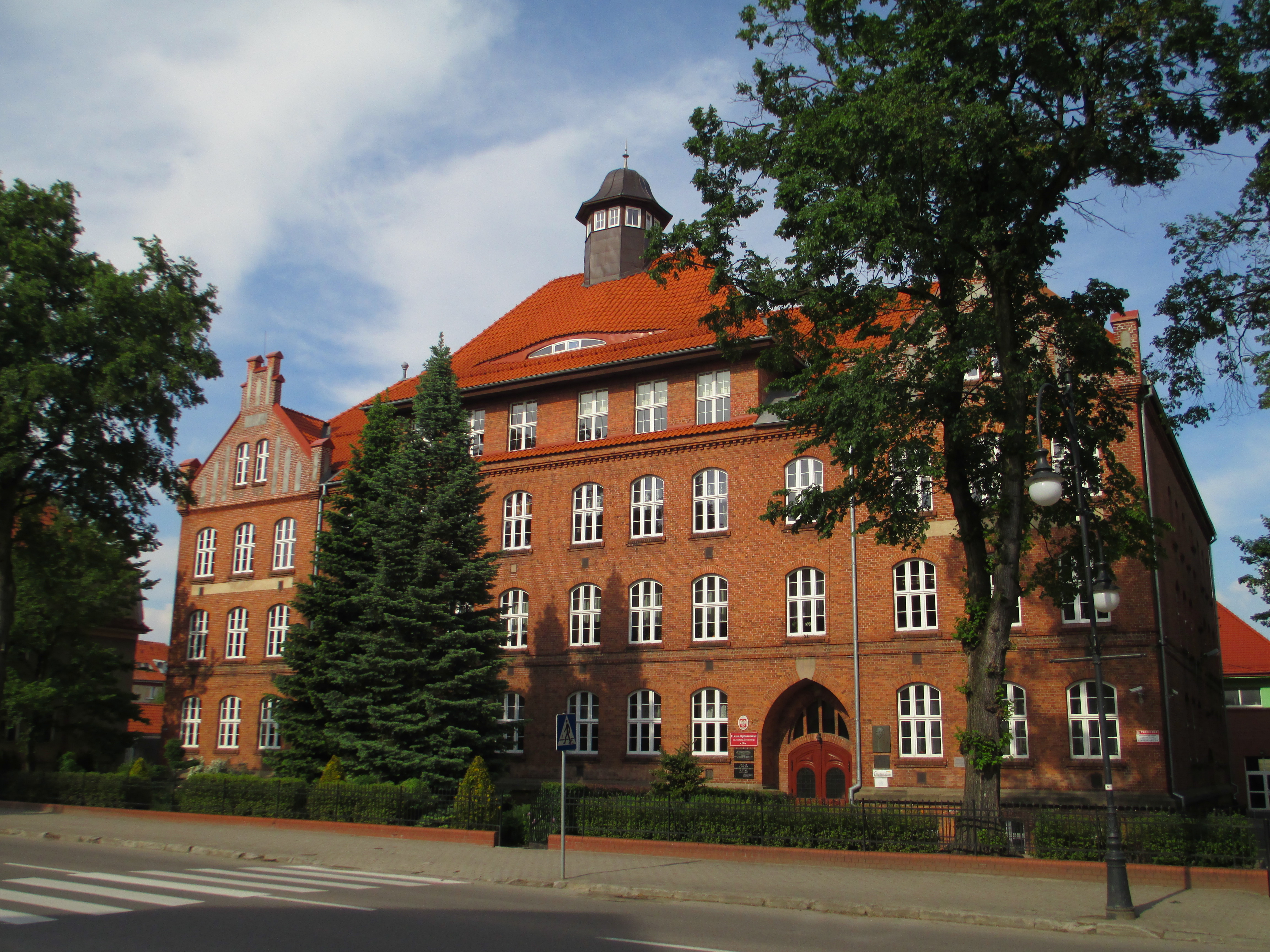
I Liceum Ogólnokształcące, tzw. Czerwony

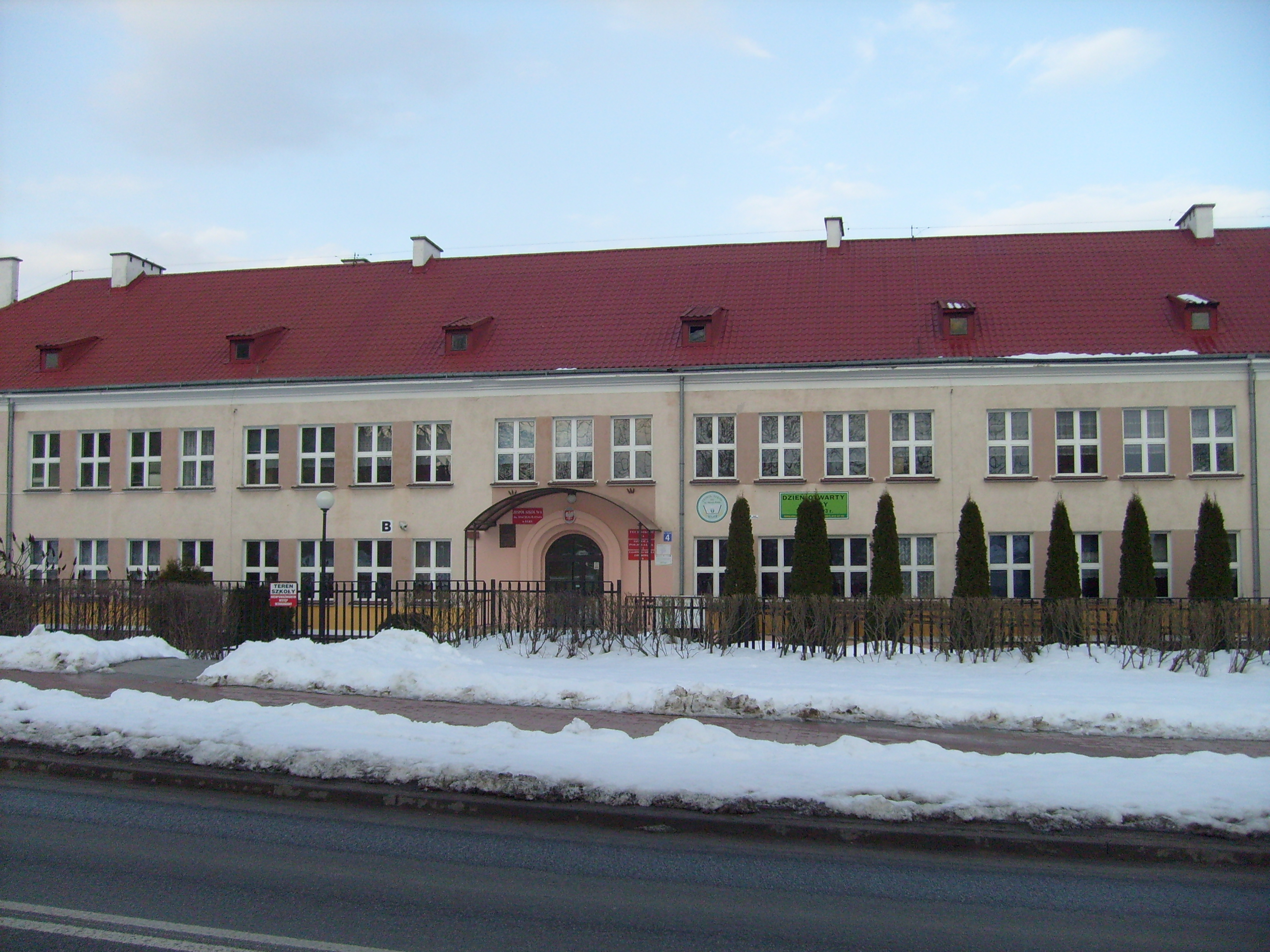
Zespół Szkół nr 6

- Specjalna Szkoła Podstawowa nr 2 w Zespole Szkół Specjalnych nr 4 przy ul. Grajewskiej 16a[2]

## Szkoły średnie
- I Liceum Ogólnokształcące im. Stefana Żeromskiego w Ełku przy ul. Piłsudskiego 3 (potocznie: Czerwony)
- Liceum Ogólnokształcące przy Zespole Szkół Samorządowych w Ełku przy ul. Suwalskiej 15 (potocznie: Zielony)
- Zespół Szkół nr 1 im. Jędrzeja Śniadeckiego w Ełku przy ul. 11 Listopada 24 (potocznie: Chemiak)
- Zespół Szkół nr 2 im. Krzysztofa Kamila Baczyńskiego w Ełku przy ul. Sikorskiego 7 (potocznie: Biały)
- Zespół Szkół nr 5 w Ełku im. Karola Brzostowskiego przy ul. Sikorskiego 5 (potocznie: Ekonomiak)
- Zespół Szkół nr 6 im. Macieja Rataja w Ełku przy ul. Kajki 4 (potocznie: Rolnik)
- Zespół Szkół Mechaniczno–Elektrycznych w Ełku przy ul. Armii Krajowej 1 (potocznie: Mechaniak)

## Szkoły wyższe

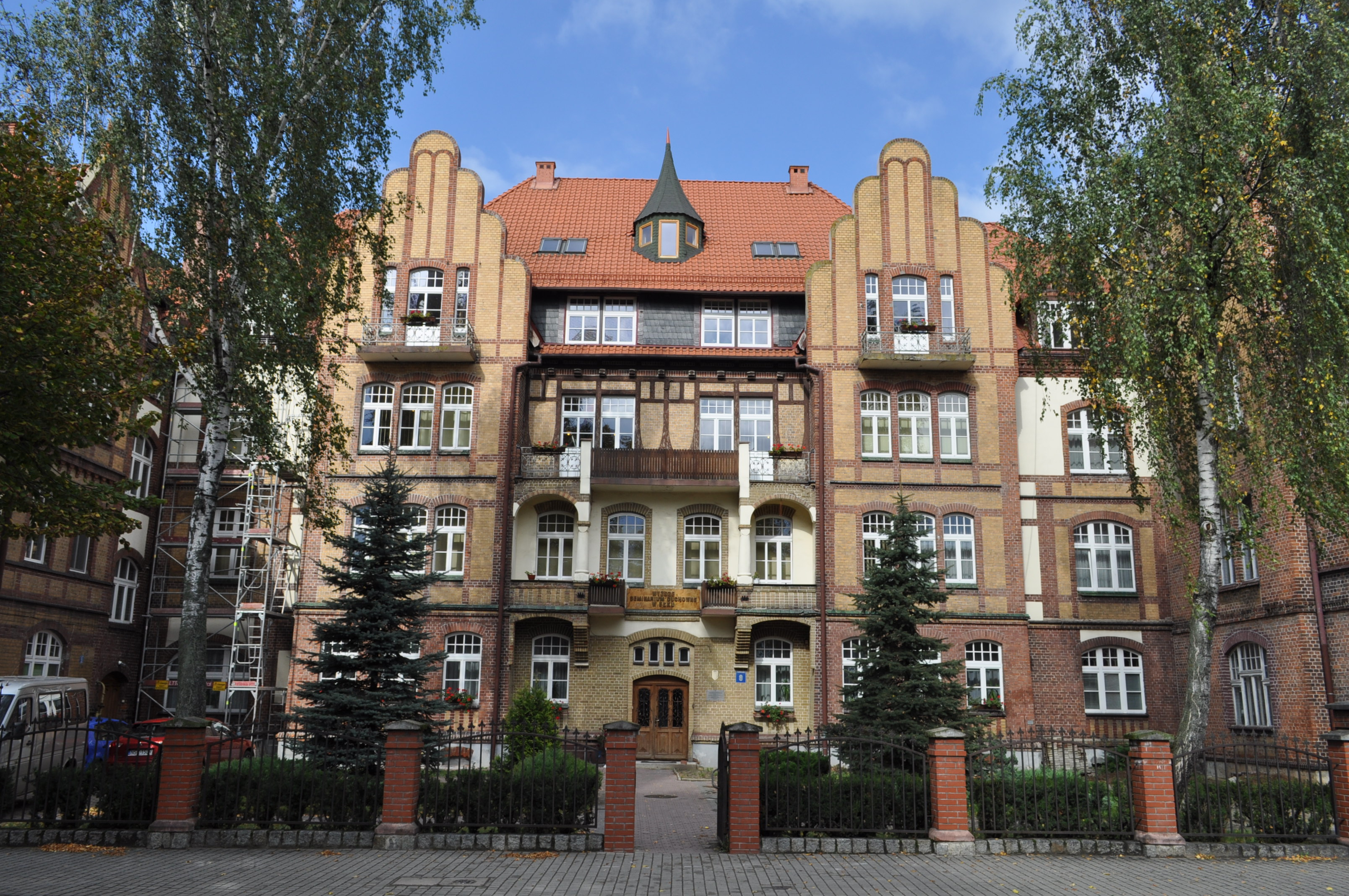
Wyższe Seminarium Duchowne

- Uniwersytet Warmińsko-Mazurski w Olsztynie, Centrum Studiów Bałtyckich
- Wyższe Seminarium Duchowne w Ełku
- Mazurska Szkoła Wyższa w Ełku
- Wyższa Szkoła Finansów i Zarządzania w Białymstoku, filia w Ełku
- Wyższa Szkoła Gospodarki w Bydgoszczy, oddział Ełk

## Szkoły artystyczne
- Szkoła Muzyczna I i II stopnia

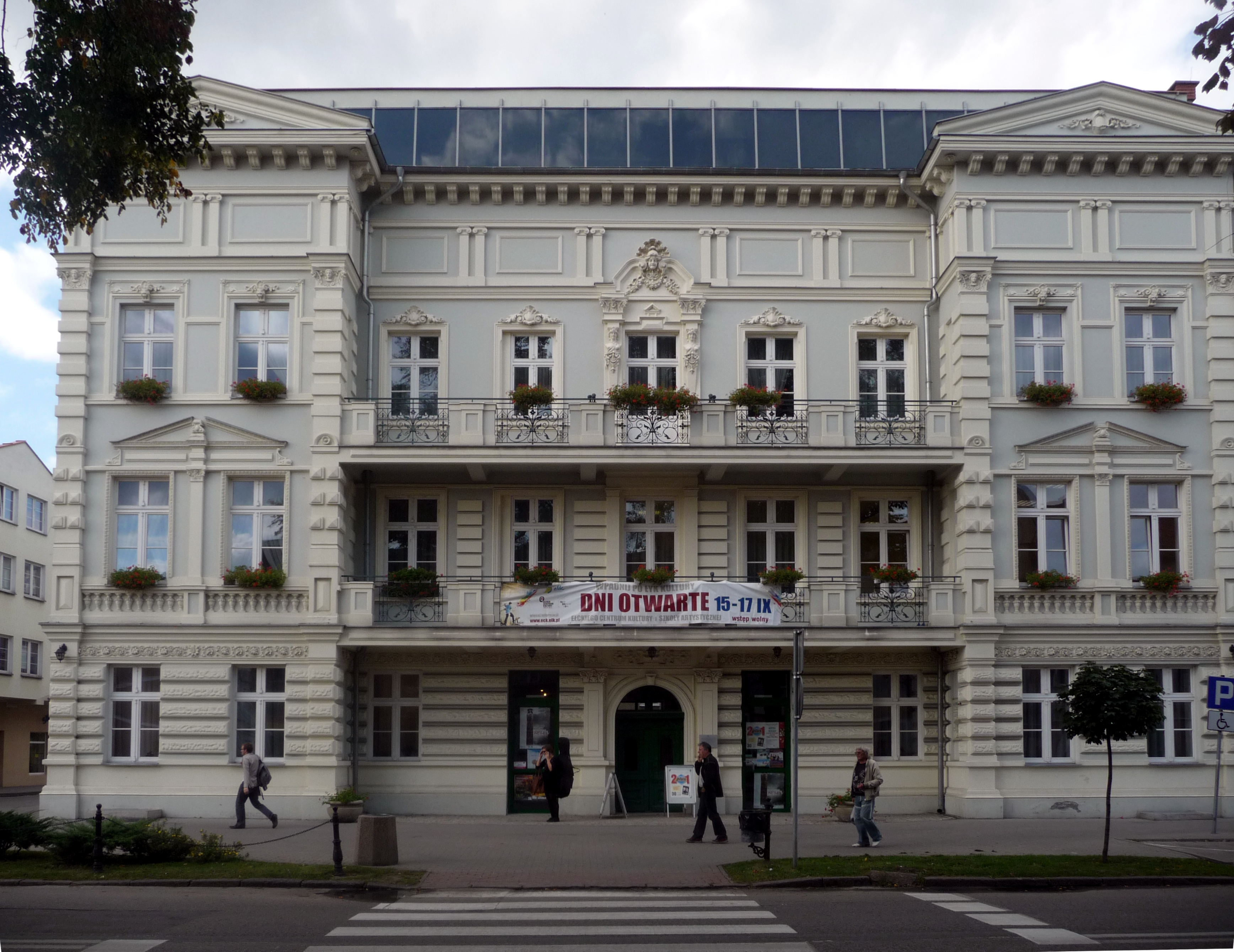
Szkoła Muzyczna I i II stopnia

- Studium Prywatne Elżbiety Lickiewicz – tylko fortepian (w latach 1993-2020)

## Szkoły pomaturalne dla dorosłych
- Medyczne Studium Zawodowe – obecnie Szkoła Policealna
- Mazurskie Centrum Edukacji
- Studium Obsługi Celnej
- Policealne Studium Przedsiębiorczości i Zarządzania
- Szkoły Policealne Zakładu Doskonalenia Zawodowego